# Dofthätta
Dofthätta (Mycena diosma) är en svampart som beskrevs av Krieglst. & Schwöbel 1982. Enligt Catalogue of Life ingår Dofthätta i släktet Mycena,  och familjen Mycenaceae, men enligt Dyntaxa är tillhörigheten istället släktet Mycena,  och familjen Favolaschiaceae. Arten är reproducerande i Sverige. Inga underarter finns listade i Catalogue of Life.